# 静岡県立富士山世界遺産センター
もしかして
- 静岡県富士山世界遺産センター

ではありませんか？